# Association Montessori internationale
Pour les articles homonymes, voir Montessori (homonymie).
L'Association Montessori internationale a été fondée en 1929 par Maria Montessori afin de préserver, propager et promouvoir les principes et pratiques pédagogiques des écoles Montessori.
Le siège de l'Association Montessori Internationale est situé au 161 Koninginneweg, à Amsterdam aux Pays-Bas. Cette maison a été achetée par Maria Montessori et son fils Mario avant leur retour d'Inde. Ils y vécurent jusqu'à leur décès respectifs, en 1952 et 1982. Cette maison sert aussi de musée avec des documents, des livres, des articles (certains ayant été publiés, d'autres pas) et une pièce avec du matériel Montessori.

## Source
- ami-global.org